# Classe Type 1923
La classe Type 1923  est une classe de six torpilleurs construite pour la Reichsmarine par le Kriegsmarinewerft (chantier naval de Wilhelmshaven) après la Première Guerre mondiale.

Les six navires ont servi au sein de la Kriegsmarine durant la Seconde Guerre mondiale.

Ils portent chacun le nom d'un rapace d'où le nom de classe Raubvogel (en allemand oiseau de proie).

## Conception
Cette classe a été dessinée d'après les modèles antérieurs et sont entrés en service entre 1926 et 1927 dans la limite acceptée par le Traité de Versailles. Les coques ont été les premières à être assemblées par soudage électrique.  Malgré les innovations et leur bonne tenue en mer ils sont restés limités aux eaux côtières.
Les bateaux ont été équipés de chaudières marines et les turbines à vapeur de fabricants divers : Blohm & Voss, Arsenal Germania, AG Vulcan et Schichau.

L'artillerie principale est équipée de canon Utof de 105 mm (modèle 105/45 de 1906).
Au début de la Seconde Guerre mondiale leur armement antiaérien a dû être renforcé passant de deux à sept canons.

## Service
Tous les navires ont été perdus durant la Seconde Guerre mondiale, dont quatre au cours des mois de mai et juin 1944.
Durant l'opération Chariot (raid sur Saint-Nazaire) le destroyer HMS Campbeltown (I42) a été déguisé par la Royal Navy pour ressembler à un torpilleur de classe Raubvogel et servir de navire-bélier contre les installations portuaires.

## Les unités
| N° de coque | Nom      | Quille           | Mis en service   | Sort                                                                          |
| ----------- | -------- | ---------------- | ---------------- | ----------------------------------------------------------------------------- |
| MÖ          | Möwe     | 2 mai 1925       | 1er octobre 1926 | coulé le 14 juin 1944 au Havre                                                |
| GR          | Greif    | octobre 1925     | mars 1927        | torpillé par avion le 24 mai 1944                                             |
| SE          | Seeadler | 5 octobre 1925   | 1er mai 1927     | coulé le 13 mai 1942 par une Vedette-torpilleur britannique                   |
| AT          | Albatros | 5 octobre 1925   | 5 mai 1927       | coulé le 10 avril 1940 durant l'Opération Weserübung (Invasion de la Norvège) |
| KO          | Kondor   | 17 novembre 1925 | 15 juillet 1928  | endommagé le 24 mai 1944                                                      |
| FK          | Falke    | 17 novembre 1925 | 15 juillet 1927  | coulé le 14 juin 1944 au Havre                                                |